# 호라이즌급 프리깃함
호라이즌급 호위함은 만재배수량 7천톤인 프랑스, 이탈리아의 이지스함이다. 각각 4척씩 8척을 계획하였으나, 절반으로 줄였다.
원래 영국도 공동개발하기로 하였으나, 중도에 탈퇴하여 데어링급 구축함을 건조했다. 데어링급도 호라이즌급과 같이 사거리 120 km인 아스터 30 대공미사일 48발을 탑재한다.

## 같이 보기
- 데어링급 구축함